# César-díj a legjobb színésznőnek
A legjobb színésznőnek járó César-díjat (franciául César de la meilleure actrice) a francia Filmművészeti és Filmtechnikai Akadémia 1976 óta ítéli oda. Átadása a „Césarok éjszakája” elnevezésű gálaünnepségen történik minden év február végén, március elején.
A megmérettetésben azon filmekben szereplő színésznők vehetnek részt, amelyeket a jelölés első körében a legjobb film kategóriában jelöltek.
A végső szavazásra bocsátott jelöltek száma az évek során 4-5 fő között változott, kivéve az 1994-es díjátadót, amikor is 6 főre lehetett szavazni. Az Akadémia közgyűlése 2011. december 19-én úgy döntött, hogy 2012-től az e kategóriában jelöltek számát az addigi 5-ről 7-re emeli.

## Statisztika
Többszörösen díjazottak: 
- 5 alkalommal: Isabelle Adjani (1982, 1984, 1989, 1995 és 2010);
- 2 alkalommal: Romy Schneider (1976 és 1979), Sabine Azéma (1985 és 1987), Catherine Deneuve (1981 és 1993), Nathalie Baye (1983 és 2006), Yolande Moreau (2005 és 2009), valamint Isabelle Huppert (1996 és 2017).

Többszörös jelöltek (a díjazott vastagítva):
- 14 alkalommal: Isabelle Huppert
- 13 alkalommal: Catherine Deneuve
- 11 alkalommal: Juliette Binoche
- 10 alkalommal: Miou-Miou
- 8 alkalommal: Isabelle Adjani
- 7 alkalommal: Nathalie Baye, Catherine Frot
- 6 alkalommal: Fanny Ardant, Sabine Azéma, Sandrine Bonnaire, Virginie Efira, Sandrine Kiberlain, Karin Viard
- 5 alkalommal: Emmanuelle Béart, Isabelle Carré, Marion Cotillard, Cécile de France, Charlotte Gainsbourg, Romy Schneider
- 4 alkalommal: Marina Foïs
- 3 alkalommal: Anémone, Laure Calamy, Adèle Haenel, Ariane Ascaride, Josiane Balasko, Emmanuelle Devos, Nicole Garcia, Anouk Grinberg, Charlotte Rampling, Léa Seydoux, Simone Signoret, Audrey Tautou, Kristin Scott Thomas
- 2 alkalommal: Bérénice Bejo, Leïla Bekhti, Élodie Bouchez, Jane Birkin, Dominique Blanc, Léa Drucker, Adèle Exarchopoulos, Sara Forestier, Marie Gillain, Annie Girardot, Hafsia Herzi, Irène Jacob, Nastassja Kinski, Valérie Lemercier, Jeanne Moreau, Yolande Moreau, Delphine Seyrig, Sylvie Testud, Doria Tillier, Marie Trintignant, Hélène Vincent

Két alkalommal fordult elő, hogy nem francia nyelvű alakításért kapott valaki elismerést: 1982-ben Isabelle Adjani a Megszállottság (a filmet angol nyelven forgatták), 2004-ben pedig Sylvie Testud a Tokiói tortúra főszerepéért vehetett át César-díjat (ez utóbbit teljes mértékben japánul játszották, majd szinkronizálták). Bérénice Bejo volt az 2012-ben, aki némafilmes szerepért kapott Césart.
A legjobb színésznőnek adományozott César-díjat egyszer követte Oscar-elismerés: Marion Cotillard vehette át 2008-ban Piaf megszemélyesítéséért. 1976-ban Isabelle Adjani az Adèle H. története, majd 1990-ben a Camille Claudel címszerepéért, 1993-ban pedig Catherine Deneuve az Indokína főszerepéért volt jelölve Oscarra – sikertelenül. 2012-ben Bérénice Bejo Peppy Miller alakjának megformálójaként (The Artist – A némafilmes) ugyancsak a jelöltségig jutott el, de csak a legjobb női mellékszereplő kategóriában.
Hat film két-két szereplőjét jelölték egyidejűleg erre a díjra: Túl szép hozzád (1990), A ceremónia (1996), 8 nő (2003), Érzések (2004), Polisse (2012) és Pupille (2019).

## Díjazottak és jelöltek
A díjazottak vastagítással vannak kiemelve.
Az évszám a díjosztó gála évét jelzi, amikor az előző évben forgalmazásra került film elismerésben részesült.

### 1970-es évek
| Év   | Díjazottak és jelöltek |
| ---- | --- |
| 1976 | - Romy Schneider – A szeretet a legfontosabb (L'important c'est d'aimer) - Isabelle Adjani – Adèle H. története (L'histoire d'Adèle H.) - Catherine Deneuve – Vadember (Le sauvage) - Delphine Seyrig – India Song                           |
| 1977 | - Annie Girardot – Csak egy asszony... (Docteur Françoise Gailland) - Isabelle Adjani – Barocco - Miou-Miou – F mint Fairbanks (F comme Fairbanks) - Romy Schneider – Menekülés Görögországból (Une femme à sa fenêtre)                      |
| 1978 | - Simone Signoret – Előttem az élet (La vie devant soi) - Brigitte Fossey – Les enfants du placard - Isabelle Huppert – A csipkeverőnő (La dentellière) - Miou-Miou – Dites-lui que je l’aime - Delphine Seyrig – Megközelítések (Repérages) |
| 1979 | - Romy Schneider – Egyszerű eset (Une histoire simple) - Anouk Aimée – Egy lap a szerelemről (Mon premier amour) - Annie Girardot – La clé sur la porte - Isabelle Huppert – Violette Nozière                                                |

### 1980-as évek
| Év   | Díjazottak és jelöltek |
| ---- | --- |
| 1980 | - Miou-Miou – A szökés (La dérobade) - Nastassja Kinski – Egy tiszta nő (Tess) - Dominique Laffin – La femme qui pleure - Romy Schneider – Női fény (Clair de femme) |
| 1981 | - Catherine Deneuve – Az utolsó metró (Le dernier métro) - Nathalie Baye – Egy hét vakáció (Une semaine de vacances) - Nicole Garcia – Amerikai nagybácsim (Mon oncle d'Amérique) - Isabelle Huppert – A vagány (Loulou)                                                        |
| 1982 | - Isabelle Adjani – Megszállottság (Possession) - Fanny Ardant – Szomszéd szeretők (La femme d'à côté) - Catherine Deneuve – Hotel Amerika (Hôtel des Amériques) - Isabelle Huppert – Nagytakarítás (Coup de torchon)                                                           |
| 1983 | - Nathalie Baye – A besúgó (La balance) - Miou-Miou – Josépha - Romy Schneider – A Sant-Souci-i járókelő (La passante du Sans-Souci) - Simone Signoret – Az egyiptomi utas (L'étoile du Nord)                                                                                   |
| 1984 | - Isabelle Adjani – Gyilkos nyár (L'été meurtrier) - Fanny Ardant – Végre vasárnap (Vivement dimanche!) - Nathalie Baye – Halállal nyert élet (J'ai épousé une ombre) - Nicole Garcia – Les mots pour le dire - Miou-Miou – Villámcsapás (Coup de foudre)                       |
| 1985 | - Sabine Azéma – Vidéki vasárnap (Un dimanche à la campagne) - Jane Birkin – A kalóznő (La pirate) - Valérie Kaprisky – La femme publique - Julia Migenes – Carmen - Pascale Ogier – Teliholdas éjszakák (Les nuits de la pleine lune)                                          |
| 1986 | - Sandrine Bonnaire – Sem fedél, sem törvény (Sans toit ni loi) - Isabelle Adjani – Metró (Subway) - Juliette Binoche – Randevú (Rendez-vous) - Nicole Garcia – Nyakunkon a veszély (Péril en la demeure) - Charlotte Rampling – On ne meurt que deux fois                      |
| 1987 | - Sabine Azéma – Melodráma (Mélo) - Jane Birkin – La femme de ma vie - Miou-Miou – Estélyi ruha (Tenue de soirée) - Béatrice Dalle – Betty Blue (37°2 le matin) - Juliette Binoche – Rossz vér (Mauvais sang)                                                                   |
| 1988 | - Anémone – A nagy út (Le grand chemin) - Sandrine Bonnaire – A Sátán árnyékában (Sous le soleil de Satan) - Catherine Deneuve – Zavarodott felügyelő (Agent trouble) - Nastassja Kinski – A szerelem betege (Maladie d'amour) - Jeanne Moreau – Papu, a csodás (Le miraculé)   |
| 1989 | - Isabelle Adjani – Camille Claudel - Catherine Deneuve – Furcsa randevú (Drôle d’endroit pour une rencontre) - Charlotte Gainsbourg – A kis tolvajlány (La petite voleuse) - Isabelle Huppert – Női ügyek (Une affaire de femmes) - Miou-Miou – Ártatlan gyönyör (La lectrice) |

### 1990-es évek
| Év   | Díjazottak és jelöltek |
| ---- | --- |
| 1990 | - Carole Bouquet – Túl szép hozzád (Trop belle pour toi) - Sabine Azéma – Az élet és semmi más (La vie et rien d'autre) - Josiane Balasko – Túl szép hozzád (Trop belle pour toi) - Emmanuelle Béart – Les enfants du désordre - Sandrine Bonnaire – Monsieur Hire jegyessége (Monsieur Hire)                                                              |
| 1991 | - Anne Parillaud – Nikita - Nathalie Baye – Un week-end sur deux - Anne Brochet – Cyrano de Bergerac - Tsilla Chelton – Danielle tanti (Tatie Danielle) - Miou-Miou – Milou májusban (Milou en mai) |
| 1992 | - Jeanne Moreau – Az öregasszony, aki a tengerbe ment (La vieille qui marchait dans la mer) - Emmanuelle Béart – A szép bajkeverő (La belle noiseuse) - Juliette Binoche – A Pont-Neuf szerelmesei (Les amants du Pont-Neuf) - Anouk Grinberg – Kösz, megvagyok (Merci la vie) - Irène Jacob – Veronika kettős élete (La double vie de Véronique)          |
| 1993 | - Catherine Deneuve – Indokína (Indochine) - Anémone – Pillangóval az ég felé (Le Petit Prince a dit) - Emmanuelle Béart – Dermedt szív (Un cœur en hiver) - Juliette Binoche – Végzet (Fatale) - Caroline Cellier– Zebra (Le zèbre) |
| 1994 | - Juliette Binoche – Három szín: kék (Trois couleurs: Bleu) - Sabine Azéma – Smoking/No Smoking - Josiane Balasko – Tout le monde n'a pas eu la chance d'avoir des parents communistes - Catherine Deneuve – Legkedvesebb évszakom (Ma saison préférée) - Anouk Grinberg – Ipi-apacs egy, kettő, három... (Un, deux, trois, soleil) - Miou-Miou – Germinal |
| 1995 | - Isabelle Adjani – Margó királyné (La Reine Margot) - Anémone – Pas très catholique - Sandrine Bonnaire – Az orléans-i szűz (Jeanne la Pucelle) - Isabelle Huppert – A szakítás (La séparation) - Irène Jacob – Három szín: piros (Trois couleurs: Rouge)                                                                                                 |
| 1996 | - Isabelle Huppert – A szertartás (La cérémonie) - Sabine Azéma – A boldogság a réten van (Le bonheur est dans le pré) - Emmanuelle Béart – Nelly és Arnaud úr (Nelly et Mr. Arnaud) - Juliette Binoche – Huszár a tetőn (Le hussard sur le toit) - Sandrine Bonnaire – A szertartás (La cérémonie)                                                        |
| 1997 | - Fanny Ardant – Édes őrültség (Pédale douce) - Catherine Deneuve – Tolvajok (Les voleurs) - Charlotte Gainsbourg – Szerelem és... (Love, etc.) - Anouk Grinberg – Az én pasim (Mon homme) - Marie Trintignant – A selyem sikolya (Le cri de la soie) |
| 1998 | - Ariane Ascaride – Marius és Jeannette (Marius et Jeannette) - Sabine Azéma – Megint a régi nóta (On connaît la chanson) - Marie Gillain – A púpos (Le bossu) - Sandrine Kiberlain – Hetedik mennyország (Le Septième Ciel) - Miou-Miou – Vegytisztítás (Nettoyage à sec)                                                                                 |
| 1999 | - Élodie Bouchez – Élet, amiről az angyalok álmodnak (La Vie rêvée des anges) - Catherine Deneuve – A Vendôme tér asszonya (Place Vendôme) - Isabelle Huppert – A szenvedély iskolája (L'école de la chair) - Sandrine Kiberlain – Eladó (À vendre) - Marie Trintignant – Mint a vízfolyás (Comme elle respire)                                            |

### 2000-es évek
| Év   | Díjazottak és jelöltek |
| ---- | --- |
| 2000 | - Karin Viard – Fel a fejjel! (Haut les cœurs !) - Nathalie Baye – Vénusz Szépségszalon (Vénus beauté (Institut)) - Sandrine Bonnaire – Kelet–Nyugat (Est-Ouest) - Catherine Frot – La dilettante - Vanessa Paradis – Lány a hídon (La fille sur le pont)                            |
| 2001 | - Dominique Blanc – Stand-by - Emmanuelle Béart – Érzelmek útvesztői (Les destinées sentimentales) - Juliette Binoche – A sziget foglya (La veuve de Saint-Pierre) - Isabelle Huppert – Saint-Cyr - Muriel Robin – Marie-Line                                                        |
| 2002 | - Emmanuelle Devos – A számat figyeld (Sur mes lèvres) - Catherine Frot – Káosz (Chaos) - Isabelle Huppert – A zongoratanárnő (La pianiste) - Charlotte Rampling – Homok alatt (Sous le sable) - Audrey Tautou – Amélie csodálatos élete (Le fabuleux destin d'Amélie Poulain)       |
| 2003 | - Isabelle Carré – Csak a szépre emlékezem (Se souvenir des belles choses) - Fanny Ardant – 8 nő (8 femmes) - Ariane Ascaride – Marie-Jo et ses deux amours - Juliette Binoche – Félix és Rose (Décalage horaire) - Isabelle Huppert – 8 nő (8 femmes)                               |
| 2004 | - Sylvie Testud – Tokiói tortúra (Stupeur et tremblements) - Josiane Balasko – Az őrület vonzásában (Cette femme-là) - Nathalie Baye – Érzések (Les sentiments) - Isabelle Carré – Érzések (Les sentiments) - Charlotte Rampling – Swimming Pool                                     |
| 2005 | - Yolande Moreau – Árad a tenger... (Quand la mer monte...) - Maggie Cheung – Tiszta (Clean) - Emmanuelle Devos – Ha te nem lennél (Rois et Reine) - Audrey Tautou – Hosszú jegyesség (Un long dimanche de fiançailles) - Karin Viard – Szerepek (Le rôle de sa vie)                 |
| 2006 | - Nathalie Baye – A kis hadnagy (Le petit lieutenant) - Isabelle Carré – Biztos kezekben (Entre ses mains) - Anne Consigny – Tétova tangó (Je ne suis pas là pour être aimé) - Isabelle Huppert – Gabrielle - Valérie Lemercier – Királyi kalamajka (Palais Royal !)                 |
| 2007 | - Marina Hands – Lady Chatterley - Cécile de France – Művészlelkek (Fauteuils d'orchestre) - Cécile de France – Amikor énekes voltam (Quand j'étais chanteur) - Catherine Frot – A bosszú kottája (La tourneuse de pages) - Charlotte Gainsbourg – Igen, akarom? (Prête-moi ta main) |
| 2008 | - Marion Cotillard – Piaf (La Môme) - Isabelle Carré – Anna M. - Cécile de France – Un secret - Marina Foïs – Darling - Catherine Frot – Odette Toulemonde |
| 2009 | - Yolande Moreau – Séraphine - Catherine Frot – Le crime est notre affaire - Kristin Scott Thomas – Oly sokáig szerettelek (Il y a longtemps que je t'aime) - Tilda Swinton – Julia - Sylvie Testud – Sagan                                                                          |

### 2010-es évek
| Év   | Díjazottak és jelöltek |
| ---- | --- |
| 2010 | - Isabelle Adjani – A szoknya napja (La journée de la jupe) - Dominique Blanc – L'autre - Sandrine Kiberlain – Mese a szerelemről (Mademoiselle Chambon) - Kristin Scott Thomas – Új élet (Partir) - Audrey Tautou – Coco Chanel (Coco avant Chanel) |
| 2011 | - Sara Forestier – A szerelem nevei (Le nom des gens) - Isabelle Carré – Túl sok érzelem (Les émotifs anonymes) - Catherine Deneuve – Született feleség (Potiche) - Charlotte Gainsbourg – A fa (L'arbre) - Kristin Scott Thomas – Sarah kulcsa (Elle s'appelait Sarah)                                                                                             |
| 2012 | - Bérénice Bejo – The Artist – A némafilmes (The Artist) - Ariane Ascaride – A Kilimandzsáró hava (Les neiges du Kilimandjaro) - Leïla Bekhti – Asszonyok kútja (La source des femmes) - Valérie Donzelli – Szemünk fénye (La guerre est déclarée) - Marina Foïs – Polisse - Marie Gillain – Toutes nos envies - Karin Viard – Polisse                              |
| 2013 | - Emmanuelle Riva – Szerelem (Amour) - Marion Cotillard – Rozsda és csont (De rouille et d'os) - Catherine Frot – Ízek palotája (Les saveurs du palais) - Noémie Lvovsky – Camille (Camille redouble) - Corinne Masiero – Louise Wimmer - Léa Seydoux – Búcsú a királynémtól (Les adieux à la reine) - Hélène Vincent – Quelques heures de printemps                |
| 2014 | - Sandrine Kiberlain – 9 hónap letöltendő (9 mois ferme) - Fanny Ardant – Les beaux jours - Bérénice Bejo – A múlt (Le passé) - Catherine Deneuve – Bettie-mobil (Elle s'en va) - Sara Forestier – Suzanne - Emmanuelle Seigner – Vénusz bundában (La Vénus à la fourrure) - Léa Seydoux – Adèle élete – 1–2. fejezet (La vie d'Adèle)                              |
| 2015 | - Adèle Haenel – A küzdők (Les combattants) - Juliette Binoche – Sils Maria felhői (Clouds of Sils Maria) - Marion Cotillard – Két nap, egy éjszaka (Deux jours, une nuit) - Catherine Deneuve – A házmester (Dans la cour) - Emilie Dequenne – Pas son genre - Sandrine Kiberlain – Odavan érte (Elle l'adore) - Karin Viard – A Bélier család (La famille Bélier) |
| 2016 | - Catherine Frot – Marguerite – A tökéletlen hang (Marguerite) - Loubna Abidar – Much Loved - Emmanuelle Bercot – Az én szerelmem (Mon roi) - Cécile De France – Francia nyár (La belle saison) - Catherine Deneuve – Fel a fejjel (La tête haute) - Isabelle Huppert – Valley of Love - Soria Zeroual – Fatima                                                     |
| 2017 | - Isabelle Huppert – Áldozat? (Elle) - Judith Chemla – Egy asszony élete (Une vie) - Marion Cotillard – Mal de pierres - Virginie Efira – Egy ágyban Victoriával (Victoria) - Marina Foïs – Feddhetetlen (Irréprochable) - Sidse Babett Knudsen – 150 milligramm (La fille de Brest) - Soko – La danseuse                                                           |
| 2018 | - Jeanne Balibar – Barbara (Barbara) - Juliette Binoche – Jöjj el napfény! (Un beau soleil intérieur) - Emmanuelle Devos – Numéro une - Marina Foïs – Írószeminárium (L'atelier) - Charlotte Gainsbourg – A virradat ígérete (La promesse de l'aube) - Karin Viard – Jalouse - Doria Tillier – Adelmanék titka (Monsieur et Madame Adelman)                         |
| 2019 | - Léa Drucker – Láthatás (Jusqu'à la garde) - Élodie Bouchez – Pupille - Cécile de France – Mademoiselle de Joncquières - Virginie Efira – Un amour impossible - Adèle Haenel – Csak a baj van veled! (En liberté !) - Sandrine Kiberlain – Pupille - Mélanie Thierry – La douleur                                                                                  |

### 2020-as évek
| Év   | Díjazottak és jelöltek |
| ---- | --- |
| 2020 | - Anaïs Demoustier – Alice politikaországban (Alice et le maire) - Eva Green – Ígérem, hogy visszatérek (Proxima) - Adèle Haenel – Portré a lángoló fiatal lányról (Portrait de la jeune fille en feu) - Chiara Mastroianni – A 212-es szoba (Chambre 212) - Noémie Merlant – Portré a lángoló fiatal lányról (Portrait de la jeune fille en feu) - Doria Tillier – Boldog idők (La Belle Époque) - Karin Viard – Altatódal (Chanson douce) |
| 2021 | - Laure Calamy – Jó a szamár is (Antoinette dans les Cévennes) - Martine Chevallier – Ketten (Deux) - Virginie Efira – Elég a hülyékből (Adieu les cons) - Camélia Jordana – Szerelmeink (Les Choses qu'on dit, les choses qu'on fait) - Barbara Sukowa – Ketten (Deux) |
| 2022 | - Valérie Lemercier – Aline – A szerelem hangja (Aline) - Leïla Bekhti – Nyughatatlanok (Les intranquilles) - Valeria Bruni Tedeschi – Intenzív találkozások (La fracture) - Laure Calamy – Egy világi nő (Une femme du monde) - Virginie Efira – Benedetta - Vicky Krieps – Serre moi fort - Léa Seydoux – France |
| 2023 | - Virginie Efira – Párizsi emlékek (Revoir Paris) - Fanny Ardant – Fiatal szeretők (Les jeunes amants) - Juliette Binoche – Ouistreham - Laure Calamy – À plein temps - Adèle Exarchopoulos – Rien à foutre |
| 2024 | - Sandra Hüller – Egy zuhanás anatómiája (Anatomie d'une chute) - Marion Cotillard – Little Girl Blue - Léa Drucker – L'Été dernier - Virginie Efira – L'Amour et les Forêts - Hafsia Herzi – Elragadtatás Le Ravissement |
| 2025 | - Hafsia Herzi – Borgo - Adèle Exarchopoulos – Dübörgő szívek (L'Amour ouf) - Karla Sofía Gascón – Emilia Pérez - Zoë Saldana – Emilia Pérez - Hélène Vincent – Ha megérkezik az ősz Quand vient l'automne |